# Kautokeino
Kautokeino (Guovdageaidnu in sami) è un comune norvegese della contea di Finnmark. Dal 2005 il nome ufficiale del comune è Guovdageaidnu-Kautokeino.
Il comune è stato istituito nel 1851 per scorporo dal soppresso comune di Kistrand. Confina a nord con il comune di Alta, ad est con quello di Karasjok, a sud con la Finlandia e a ovest con il comune di Nordreisa. Per estensione è il più grande comune della Norvegia (la sua superficie è poco più grande di quella delle Marche).

## Geografia fisica
Il territorio comunale è situato sull'altopiano del Finnmarksvidda ad un'altezza compresa tra i 400 e i 500 m s.l.m. , è attraversato dal corso del fiume Kautokeinoelva (Guovdageaineatnu in sami) che, una volta attraversato a nord il confine comunale, prende il nome di Alta. 
Nella parte nordorientale si trova il lago Iešjávri. Il punto più elevato è il monte Mollejus situato al confine con il comune di Nordreisa. La parte meridionale del comune è compresa nel Parco nazionale Øvre Anárjohka.
Kautokeino è il comune più esteso della Norvegia, e con un'area di quasi 10 000 km² è più esteso dell'intera regione delle Marche.

## Monumenti e luoghi d'interesse
La città presenta una piccola chiesa in legno (Kautokeino kirke) che risale al 1959 ed è costruita con le parti recuperate dalla chiesa precedente, risalente al 1701, ma distrutta durante il secondo conflitto mondiale.

## Società
Sebbene Karasjok sia la città in cui risiede il parlamento Sami, è Kautokeino la città maggiormente abitata da persone di etnia sami (l'85% della popolazione usa come prima lingua il sami). L'insediamento permanente risale agli inizi del XVIII secolo, fino ad allora nell'area vi erano solo movimenti nomadici legati all'allevamento delle renne, che rimane l'attività economica principale nel comune (nel 2003 il numero di renne era pari a 79 000 esemplari).

## Cultura
A Kautokeino è ambientata la serie televisiva Ante, ragazzo lappone.